# Göttin von Capdenac

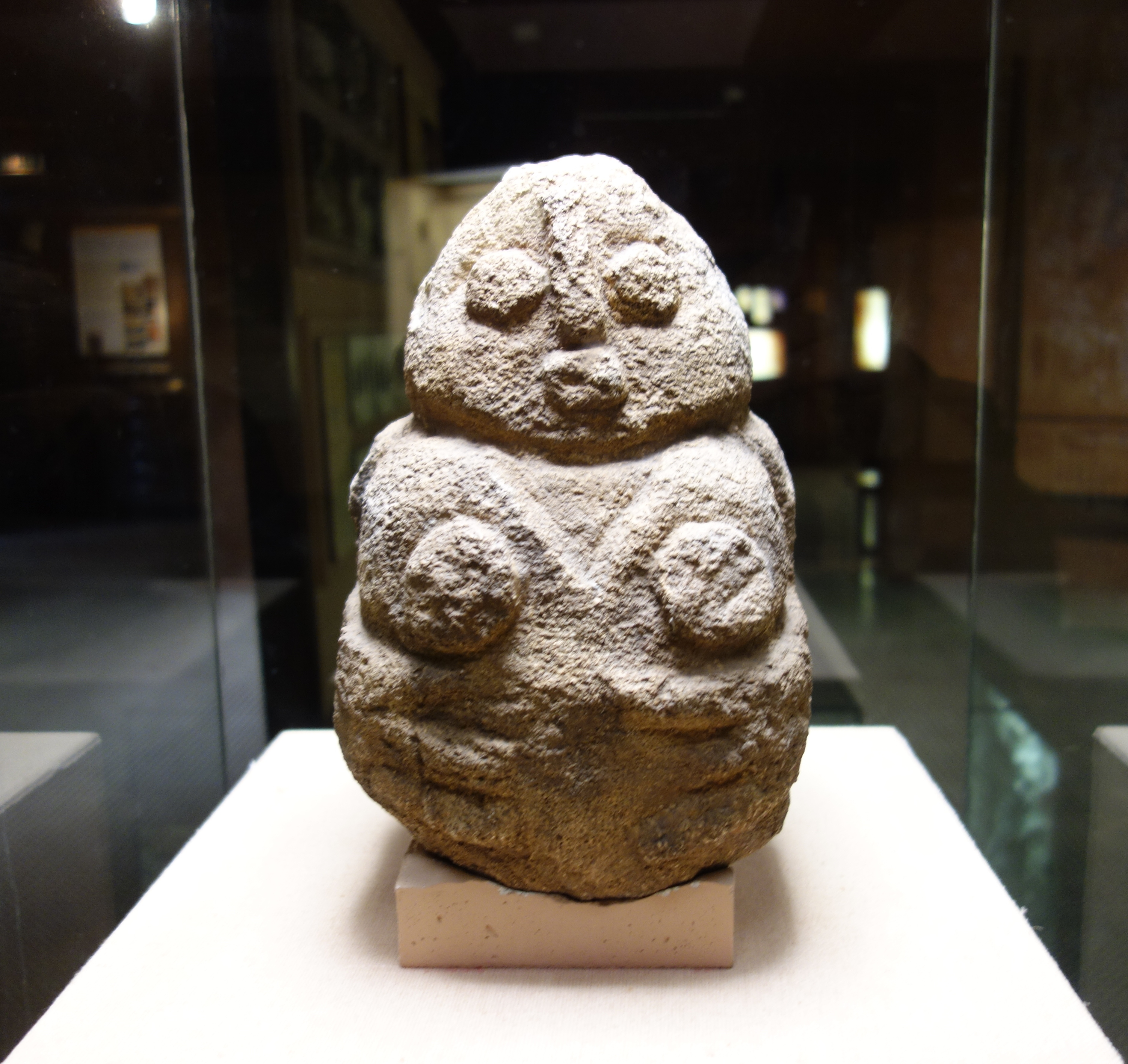
Replik der Göttin von Capdenac (Museum Peche-Merle Cabrerets, Le centre de préhistoire)

Die Göttin von Capdenac (französisch La déesse de Capdenac, auch La déesse de Capdenac-le-Haut) ist eine Sandsteinskulptur aus dem Neolithikum. Der Fund wurde bei der Ausgrabung des Abris von Capdenac-le-Haut im Tal des Lot im Département Lot in der südfranzösischen Region Okzitanien gemacht.
Die Ausgrabungen des Abri erbrachten drei Phasen des mittleren Chasséen (etwa 3500 v. Chr.). Dabei wurde eine Steinfigur ausgegraben, die als älteste neolithische Steinskulptur Frankreichs bezeichnet wird. Ihre Echtheit wurde zwar angezweifelt, aber eine klare Entscheidung hinsichtlich der Authentizität des Fundes ist aufgrund fehlender empirischer Belege nicht erreichbar. Eine mit der Göttin von Capdenac vergleichbare Skulptur gibt es im Chasséen nicht.
Die Figur ist 27 cm hoch, 17 cm breit und 25 cm tief. Sie befindet sich im Musée de Cahors Henri-Martin.